# Вольница (Полтавская область)
Вольница (укр. Вільниця) — село в Чутовском районе Полтавской области Украины. Является административным центром Вольницкого сельского совета, в который, кроме того, входят сёла Лысовщина и Флоровка.
Код КОАТУУ — 5325480701. Население по переписи 2001 года составляло 459 человек.

## Географическое положение
Село Вольница находится на берегу реки Свинковка, выше по течению примыкает село Лысовщина, ниже по течению примыкает село Флоровка.
Рядом проходит железная дорога, станция Кочубеевка в 4-х км.

## Экономика
- ЧП «Вольницкое».

## Объекты социальной сферы
- Школа І—ІІ ст.